# 青森・八戸・十和田湖フリーきっぷ
青森・八戸・十和田湖フリーきっぷ（あおもり・はちのへ・とわだこフリーきっぷ）は、ジェイアールバス東北が発売している特別企画乗車券である。

## 概要
2007年4月よりJRバス十和田北線「みずうみ号」（十和田湖～青森駅間）が2日間乗り放題となる「青森・十和田湖フリーきっぷ」（大人4,600円、小児2,300円）を発売していた。
東北新幹線新青森駅開業にあたり、これをリニューアルして十和田東線「おいらせ号」（八戸駅～十和田湖）も利用可能とした。同時にJR東日本・JR北海道のみどりの窓口における取り扱いを開始した。
「青森・十和田湖フリーきっぷ」は12月2日利用開始分まで発売し、それに代わって「青森・八戸・十和田湖フリーきっぷ」を12月4日利用開始分より発売を開始した。

## フリーエリア
- JRバス東北
  - 十和田北線「みずうみ号」（十和田湖～青森駅間）
  - 十和田東線「おいらせ号」（八戸駅～十和田湖間）

※横内線（青森駅～モヤヒルズ間）は利用できない。

## 発売箇所
- 2020-10現在発売箇所が変更になっています。
- 【発売箇所】  ・青森駅前JRバスきっぷうりば
- 八戸駅改札外 NewDays店舗内
- 十和田湖駅（休屋）
- コンビニのマルチ端末（商品番号0105723）  （ローソン・ミニストップ・ファミリーマート・セブンイレブン）
- ※JRのみどりの窓口・びゅうプラザ・旅行代理店・バス車内では取扱いしておりません。
- コンビニと販売提携したため、JR関係を廃止したものと思われる。
- 出所　JR東北バス公式ＨＰ
- https://www.jrbustohoku.co.jp/route/detail.php?r=122&rc=11
- ーーーーーーーーーーーーーーーーーーーーーーーーーーーーーー
- 以下古い情報なので注意！
- JRバス東北
  - 青森駅前きっぷうりば内自動券売機
  - 十和田湖駅自動券売機
- JR東日本
  - みどりの窓口　売っていません
  - びゅうプラザ　売っていません
- JR北海道
  - みどりの窓口　売っていません
  - ツインクルプラザ　売っていません

JRバス東北では当日利用開始分のみ、JR東日本・JR北海道では利用開始の1ヶ月前より発売。

## 備考
- JR東日本・JR北海道で購入し、青森駅・新青森駅・八戸駅・子ノ口・十和田湖から乗車する場合は、事前にバス指定券（無料）の交付を受けることができる。
- ⇒現在、座席指定はできません。先着順です。